# Trytjärnen (Silbodals socken, Värmland, 660032-129578)
Trytjärnen är en sjö i Årjängs kommun i Värmland och ingår i Göta älvs huvudavrinningsområde. Sjöns area är 0,014 kvadratkilometer och den befinner sig 269 meter över havet.